# ماتيلدا سالم
ماتيلدا سالم (15 نوفمبر 1904 - 27 فبراير 1961، حلب، سوريا) كانت متعاونة سالزيانية سورية، وزعيمة مجتمعية، وامرأة علمانية كاثوليكية. إعلن إنها خادمة الله من قبل رئيس أساقفة أبرشية الروم الملكيين الكاثوليك في حلب.

## الحياة والزواج
ماتيلدا سالم، ني شلهوت، ولدت في حلب، سوريا في 15 نوفمبر 1904 لعائلة ثرية. درست في دير تابع لـ راهبات الحبل بلا دنس الأرمن، ومنه تطورت حياة الصلاة الداخلية المكثفة. في سن 18 عامًا، تزوجت من رجل الأعمال الشاب الناجح جورج إلياس سالم، في 15 أغسطس 1922. كان جورج رجلًا صارمًا وصارمًا ومتملكًا ومستبدًا، وكان على ماتيلدا أن تحاول جاهدة أن تنجح في ذلك. تهدئة في بعض الأحيان. ومع ذلك، كان لطيفًا مع ماتيلدا. وسرعان ما اكتشفوا أنهم لن ينجبوا أطفالًا. في وقت لاحق، أصيب جورج بمرض مرض السكري من النوع 2.

## المدرسة ومؤسسة جورج سالم
قبل وفاة جورج، فكرت ماتيلدا وزوجها، بناءً على نصيحة المطران إيزيدورو فتال، مطران الروم الكاثوليك في حلب، في افتتاح مدرسة فنية من شأنه تثقيف العمال المسيحيين في المستقبل. وبعد وفاة زوجها، اكتشفت ماتيلدا أن دعوتها الحقيقية هي "منح نفسها لجارتها بالحب الأعظم".
وتنفيذاً لوصية جورج، قادت مشروع وتأسيس "مؤسسة جورج سالم" التي أصبحت فيها أول رئيس بالنيابة لها. خططت ماتيلدا لإنشاء المدرسة الفنية بناءً على نصيحة رئيس الأساقفة فتال، والتي كان من المقرر أن يديرها الإخوة ماريست جزئيًا. لكن بعد أقل من عام، غادروا حلب، ثم تركوا المدرسة بعد ذلك، ويرجع ذلك جزئيًا إلى انتهاء إعلان "الانتداب الفرنسي" الذي ضم ولايتي حلب ودمشق لإنشاء دولة سوريا. التفتت مرة أخرى إلى رئيس الأساقفة، واقترح عليهم المغادرة إلى تورينو ومطالبة عميد الساليزيان آنذاك، بيدرو ريكالدون، بتزويد المدرسة بالمعلمين والتوجيه الروحي.
فتحت المدرسة أبوابها أخيرًا في عام 1948، وسط الحرب الإسرائيلية الفلسطينية الشرسة آنذاك. وسرعان ما استقبلت المدرسة والمعهد لاجئين من الدول المجاورة. المعروفة باسم "الأم مرغريت حلب"، في إشارة إلى المبجل مارغريتا أوكتشينا، لقد قابلتهم بلطف وإيواء، يريحهم ويعزيهم ويطعمهم.

## الموت
وفي يوم الاثنين 26 مايو 1958، أصيبت بنزيف دماغي أثناء عملها في حديقتها. قال طبيبها النسائي إن ذلك كان بسبب ورم. كان من المقرر إجراء عملية جراحية لها في باريس، لكن المرض أصبح مفترسًا جدًا لدرجة أنه كان لا بد من إجراء الجراحة في الولايات المتحدة للخضوع علاج بالأشعة لعلاج انتشاره الخبيث والذي شخصه بعد ذلك على أنه سرطان. ردًا على هذا التشخيص، أجابت ببساطة: "شكرًا لك يا إلهي."
اعتبر العلاج ناجحًا في البداية، مما سمح لها بالعودة إلى منزلها في نفس العام. ولكن في مارس 1960، بينما كانت تعود ببطء إلى حياتها العادية في الخدمة الفعلية، عاد الورم الخبيث السرطاني. ثم سافرت إلى مغارة سيدة لورد الشهيرة في لورد بفرنسا. عادت إلى حلب وتوفيت في 7 شباط 1961 عن عمر يناهز 56 عاماً. ودُفنت مع زوجها جاورجيوس ودُفنت في كنيسة السالزيان هناك. رئيس الأساقفة فتال ترأس القداس، حيث أشار إليها باسم "سانتا ماتيلد".

## التطويب
بدأت العملية الأبرشية لتطويبها المحتمل في 20 أكتوبر 1995. عيين عبود غرغور كمُفترض لعملية التطويب.

## انظر ايضا
- ستيفن خوري
- توماس صالح